# TV 4 (Polen)
TV 4 ist ein privater polnischer Fernsehsender. Er entstand durch die Fusion der Sender Nasza TV und Polsat 2 und startete seinen Sendebetrieb am 1. April 2000. Der Sender gehört der Polsat-Gruppe an und hatte 2015 einen Marktanteil von etwa 3,27 %. Der Sender Polsat 2 ist später neu gestartet. 2016 liegt der Marktanteil des Senders bei 3,34 %
Von 2000 bis 2005 war der Sender über den Satelliten Hotbird frei empfangbar. Am 1. März 2012 wurde das Fernsehprogramm auf das Seitenverhältnis 16:9 umgestellt. 2013 wurden die Sender TV4 und der Schwestersender TV6 von Polsat für ein Betrag von 99 Mio. Złoty übernommen. Seit 2015 ist der Sender in Polen auch über UPC empfangbar.

## Sendungen
- Galileo
- Policjanci i Policjantki
- STOP! Drogówka
- Disco Polo Life
- Interwencja
- Gliniarz i pokurator
- Ewa gotuje
- Joker
- Nokaut
- Gwiazdy kabaretu
- DuckTales (2017)

TV4 sicherte sich 2011 in Polen Rechte an der Ausstrahlung von Digimon Adventure. Der Sender strahlt ebenfalls eine Wissenssendung mit dem Namen Galileo aus, die in keinem Zusammenhang mit der gleichnamigen deutschen Sendung steht.